# Breite Straße 73

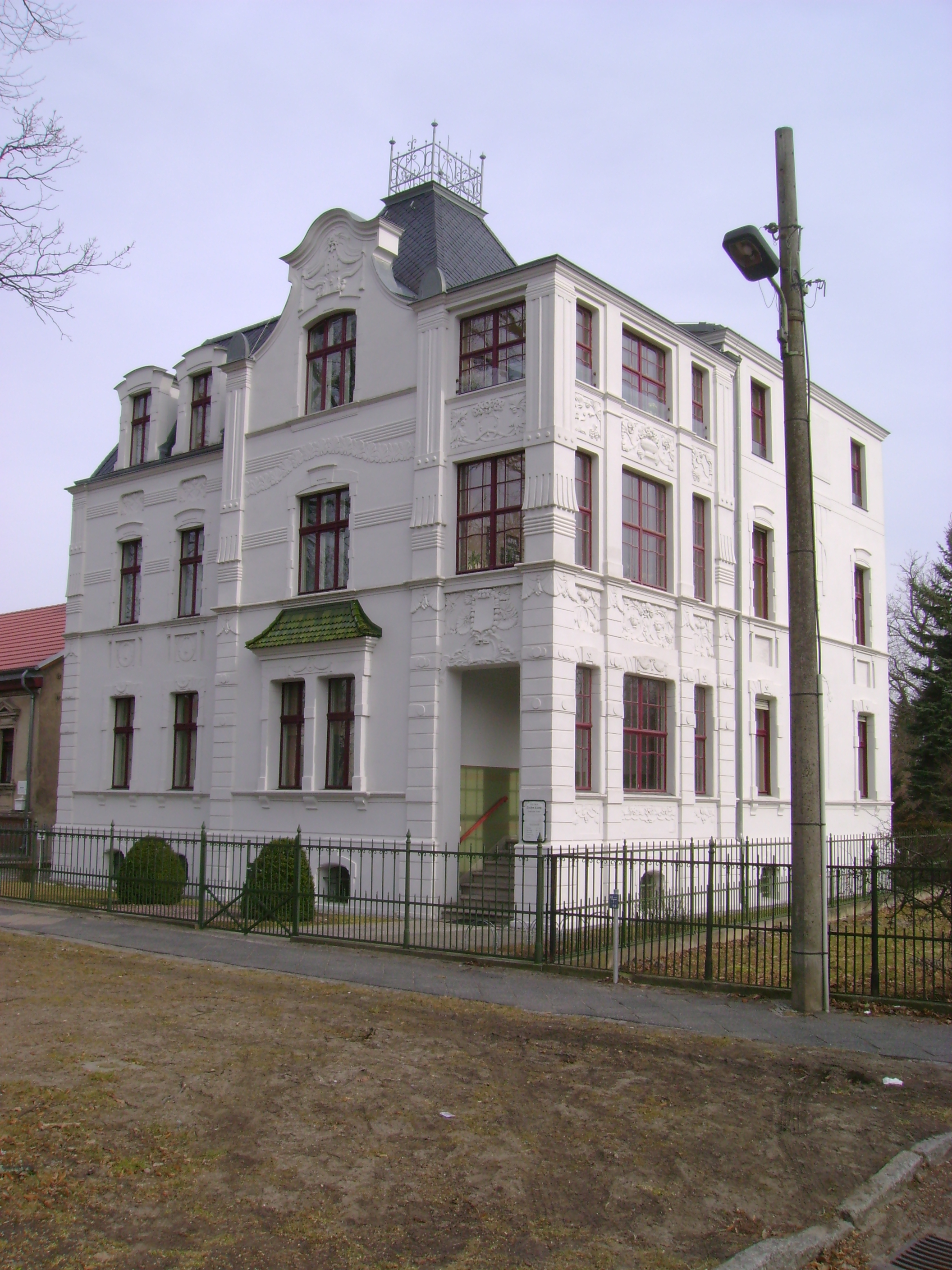
Breite Straße 73

Das Gebäude Breite Straße 73 ist ein Baudenkmal in der Stadt Velten im Landkreis Oberhavel im Land Brandenburg.

## Architektur und Geschichte
Das 1906 fertiggestellte dreigeschossige Mietwohnhaus gab der Fabrikant Hermann Viebig in Auftrag. Es ist mit Ziegeln massiv errichtet, hat eine verputzte Fassade und ein Mansarddach. Der Fabrikant Ernst Zahn ließ 1934 Umbauarbeiten durchführen. Das Gebäude steht am Anger in Sichtweite der Stadtkirche und des Pfarrhauses, direkt gegenüber dem Baudenkmal in der Breiten Straße 31 und der Barbara-Zürner-Oberschule.